# مخلاف حيس
مخلاف حيس أحد المخاليف اليمنية القديمة التي كان معمول بها في تسمية تقاسيم المناطق اليمنية في العهد الإسلامي قبل سيطرة العثمانيين على اليمن عام 1538 واحتلال بريطانيا لعدن عام 1839  مدينة عامرة في تهامة ، وهي مركز ناحية حيس في زبيد ، في محافظة الحديدة

## خلفية
كانت اليمن تقسم إلى العديد من المخاليف وبعد سيطرة العثمانيين على اليمن قسموها إلى 4 ألوية يقسم اللواء إلى عدة أقضية ونواحي ، وتغيرت الألوية في العهد الجمهوري والوحدة إلى محافظات والنواحي إلى مديريات .